# Steibs Hof

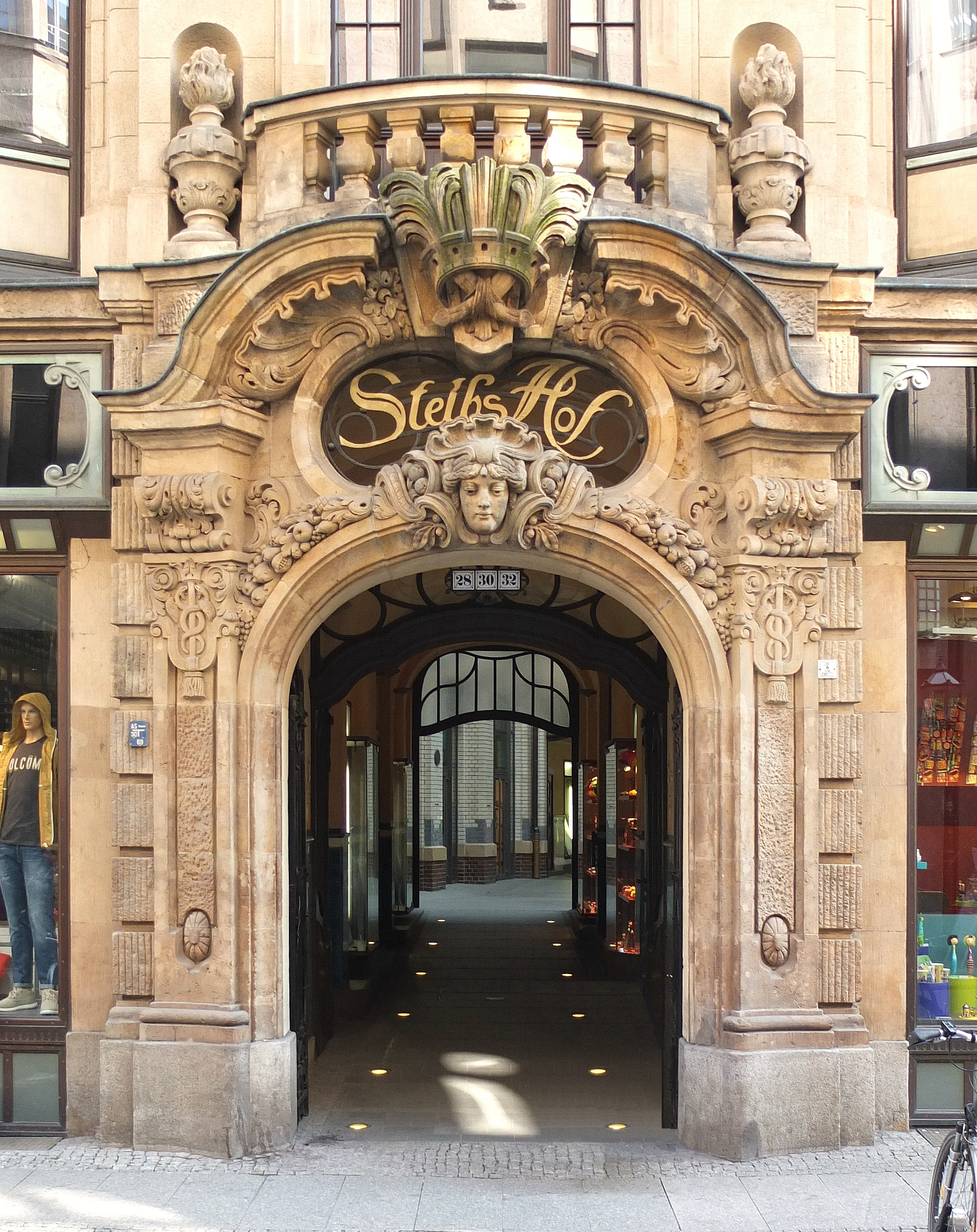
Das Portal von Steibs Hof (2017)

Steibs Hof ist ein Gebäudekomplex in der Nikolaistraße 28–32 in Leipzig. Er besitzt eine als Dussmann-Passage bezeichnete Durchgangsverbindung zum Brühl 64 (Dussmann-Haus). Sowohl Steibs Hof als auch die Fassade des  Dussmann-Hauses stehen unter Denkmalschutz.

## Geschichte
Im Jahr 1907 errichtete der Leipziger Baumeister Felix Steib nach eigenen Plänen das nach ihm benannte Geschäftshaus mit der Absicht der Nutzung als Messehaus. Die vorgesehene Zweckbestimmung zeigt sich am Bauschmuck, der sich auf Industrie und Handel bezieht. Zur Errichtung des Hauses wurden drei Vorgängerbauten aus dem 17. Jahrhundert abgerissen, die im Mittelrisalit des Gebäudes plastisch dargestellt sind.

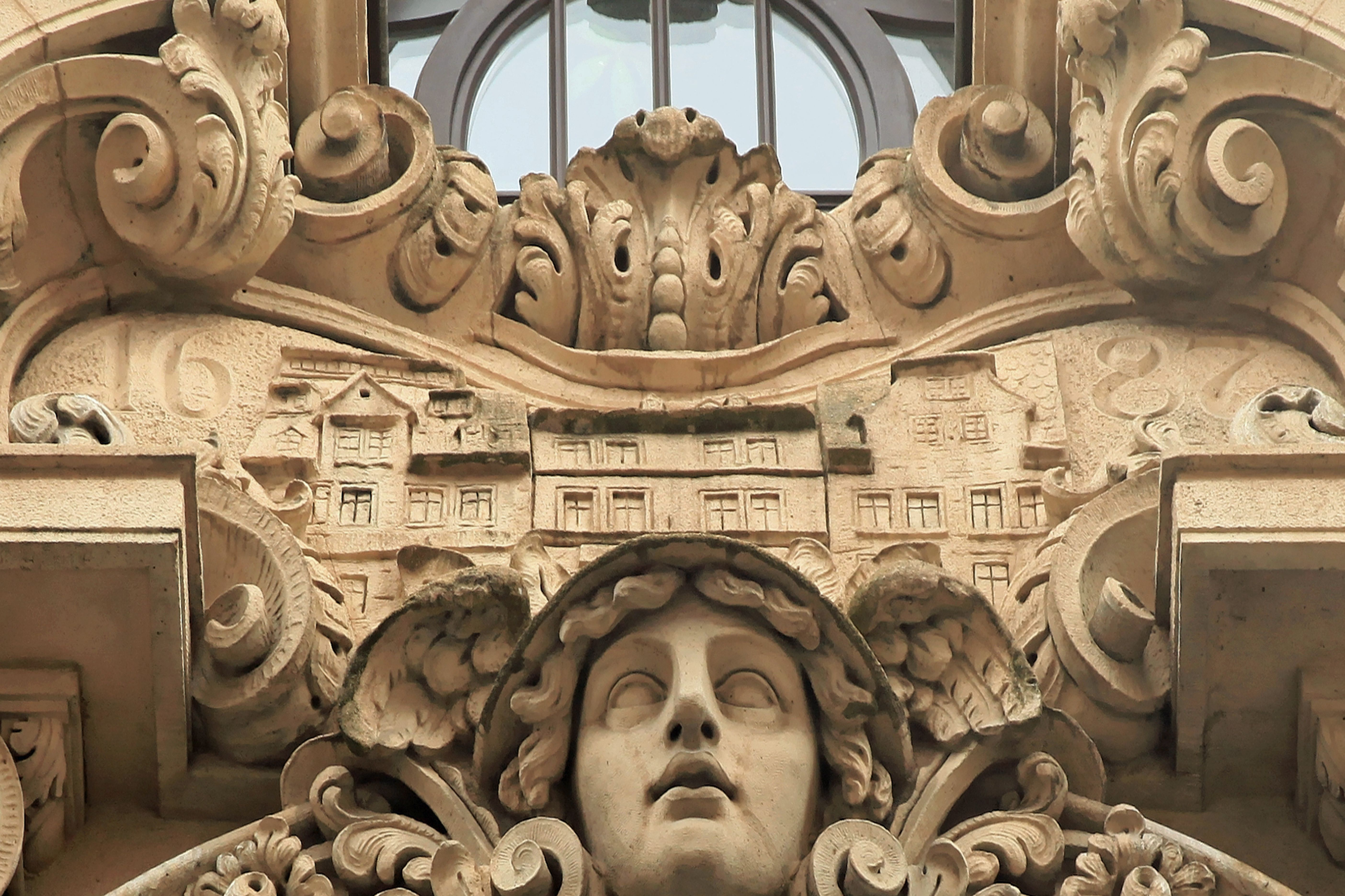
Die Vorgängerbauten von Steibs Hof aus dem Jahr 1667; dargestellt im Mittelrisalit

Die tatsächliche Nutzung erstreckte sich aber bald auf den Pelzhandel, wie in vielen Gebäuden in der Umgebung des Brühl. Im Jahr 1912 erwarb das Pelzhandelsunternehmen Friedrich Erler Steibs Hof für seine Geschäftsräume. Deshalb hieß das Gebäude auch zeitweilig Erlers Hof. Auf Bestreben der Firma wurde die Reichs-Zentrale für Pelztier- und Rauchwaren-Forschung gegründet und im Hause etabliert. Auch die Deutsche Gesellschaft für Kleintier- und Pelztierzucht samt ihrem Verlag zog hier ein. 1942 waren in Steibs Hof 26 Unternehmen der Rauchwarenbranche ansässig.
Das Haus Brühl 64 wurde 1892/1893 für die Pelzhandelsfirma Adolph Schlesinger errichtet, die 1903 von Richard König übernommen und seit den 1920er Jahren unter diesem Namen geführt wurde. Die Firma kaufte auch das zunächst als Hotel errichtete Nachbargebäude Brühl 66. Nach dem Zweiten Weltkrieg wurde das Unternehmen in das in Westdeutschland neu entstehende Pelzzentrum Niddastraße in Frankfurt am Main verlagert.
Anfang der 1990er Jahre gehörte Steibs Hof zum Leipziger Immobilienbesitz des Bauunternehmers Jürgen Schneider. Steibs Hof wurde von 1994 bis 1996 durch das Stuttgarter Architektenbüro Heinle, Wischer und Partner saniert, wofür ihm 1997 der Hieronymus-Lotter-Preis für Denkmalpflege  und eine Besondere Anerkennung Modernisierung des deutschen Bauherrenpreises verliehen wurde. Die Gebäude Brühl 64/66, die von der Münchner Dienstleisterfirma Dussmann erworben wurden, wurden Mitte der 1990er Jahre hinter den denkmalgeschützten Fassaden neu errichtet, einschließlich eines kleinen überglasten Innenhofes.

## Beschreibung
Die etwa 23 Meter breite viergeschossige Fassade von Steibs Hof an der Nikolaistraße zeigt eine Mischung aus Geschäftsarchitektur vom Beginn des 20. Jahrhunderts und überreichem neobarockem Bauschmuck. Der Sandsteindekor übertrumpft die reichsten Leipziger Bürgerhausfassaden des 18. Jahrhunderts. Zwischen kräftigen Sandsteinpilastern sind die leichten Metallkonstruktionen der Fenster in den Obergeschossen trapezförmig ausgestellt.
Außer an den oberen Enden der Pilaster konzentrieren sich die plastischen Arbeiten auf die Mittelachse. Über dem opulenten Portal befindet sich eine kleine Balustrade. Unterhalb des Fensters im zweiten Stock weist die Inschrift „A. D. 1907“ auf das Baujahr hin, die oberhalb des Fensters lautet „Labor vincit mundum“ (Arbeit bezwingt die Welt). Die oberhalb folgende Ornamentik ist auf Handel und Industrie ausgerichtet, die auch wörtlich auftauchen. Zwei Putti neben einem ovalen Fenster tragen als Attribute Handelsschiff und Hammer. Über allem thront eine Weltkugel mit plastisch hervorgehobenen Erdteilen und einem Band mit den Tierkreiszeichen um den Äquator. Die Verglasungen der oberen beiden Fenster sowie auch Weiteres innerhalb des Gebäudes sind in der Manier des Jugendstils gestaltet. Das Walmdach trägt unmittelbar oberhalb des Traufgesimses vier verzierte Flachdachgauben und im oberen Teil noch fünf Schleppgauben. An den äußeren Enden des Traufgesimses sitzen zwei wappenhaltende Löwen.
Durch die Form der drei Ausgangsgrundstücke ergeben sich zwei Höfe von unregelmäßiger Gestalt. Die Höfe sind weiß gefliest und blau abgesetzt. Der vordere Hof trägt ein Glasdach. Im zweiten Innenhof befindet sich, verbunden mit einem kleinen Café, das private N’Ostalgiemuseum Leipzig mit etwa 30.000 Exponaten, hauptsächlich aus dem Alltagsleben der DDR.
Vom zweiten Innenhof führt ein Gang zum Lichthof in Dussmanns Haus. Da am Gesamtweg keine Einzelhandelsgeschäfte liegen und der rechtwinklige Verlauf von der Nikolaistraße zum Brühl keine Verkürzung gegenüber der Straßenbenutzung bietet, wird der Durchgang nur schwach frequentiert. Im Lichthof führt eine reizvolle Wendeltreppe zu einer Empore. Der Zugang vom Brühl ist gegenüber dem Portal von Steibs Hof als unscheinbar zu bezeichnen.

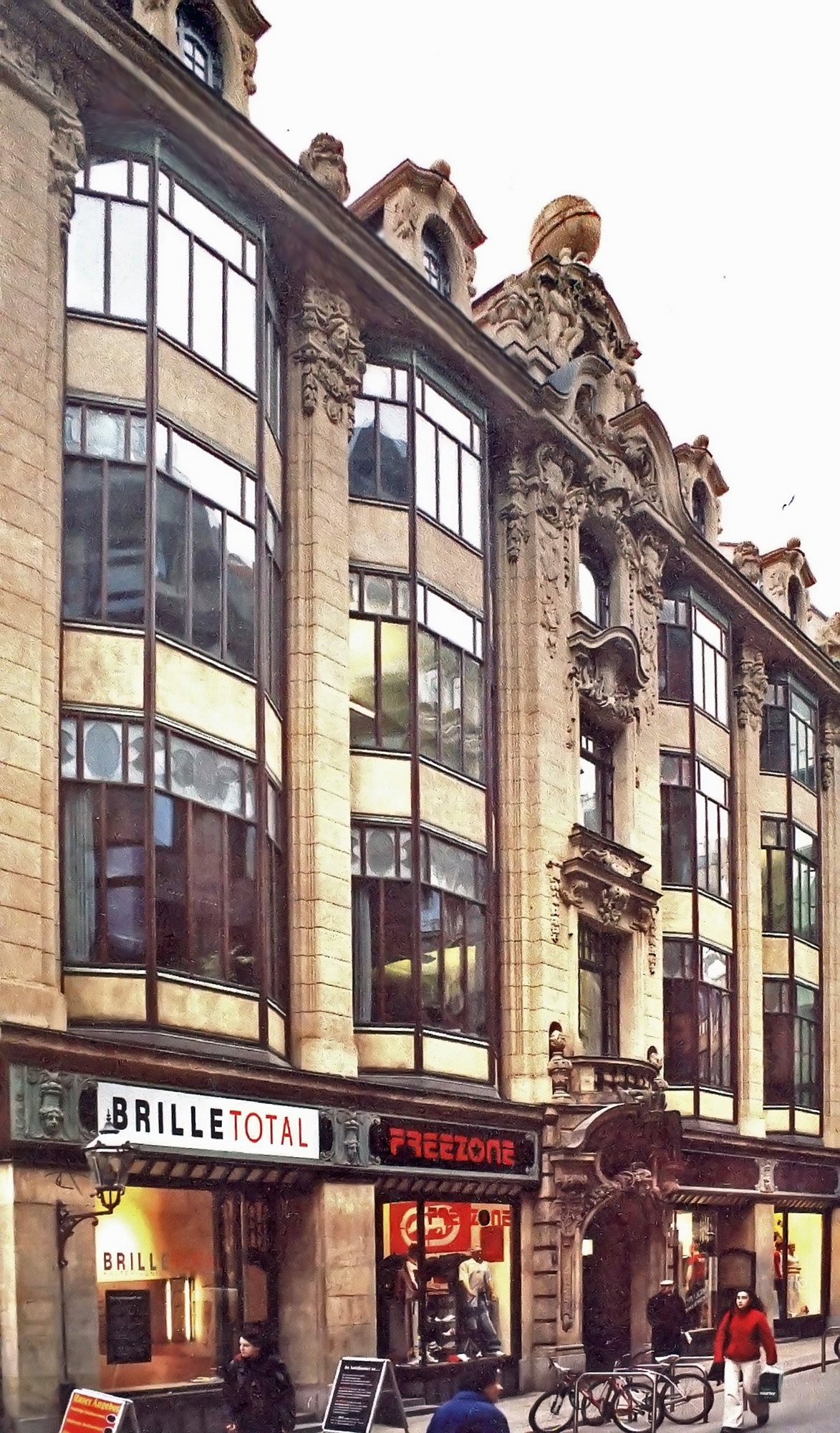
Gesamtfassade
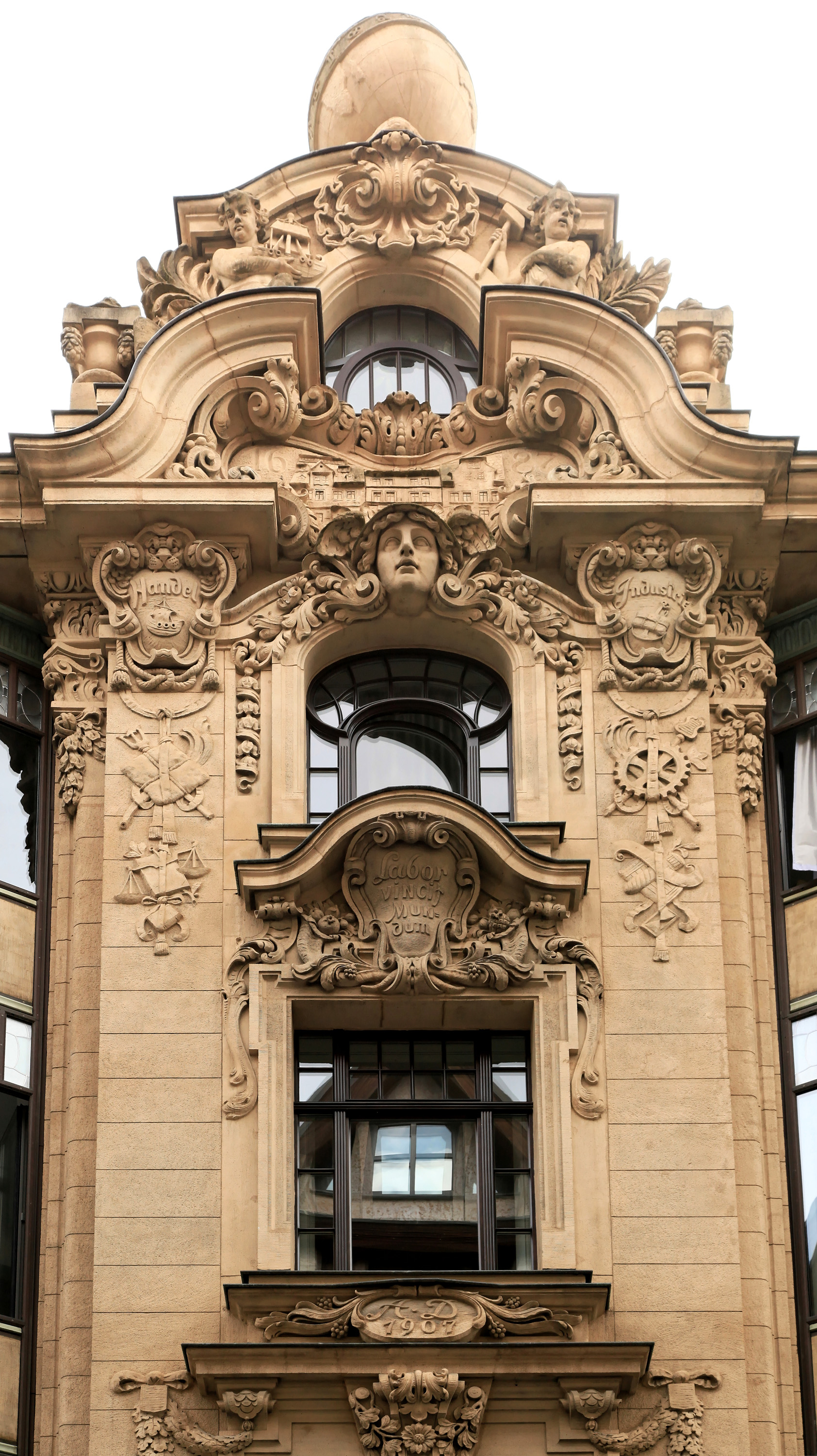
Oberes Mittelteil
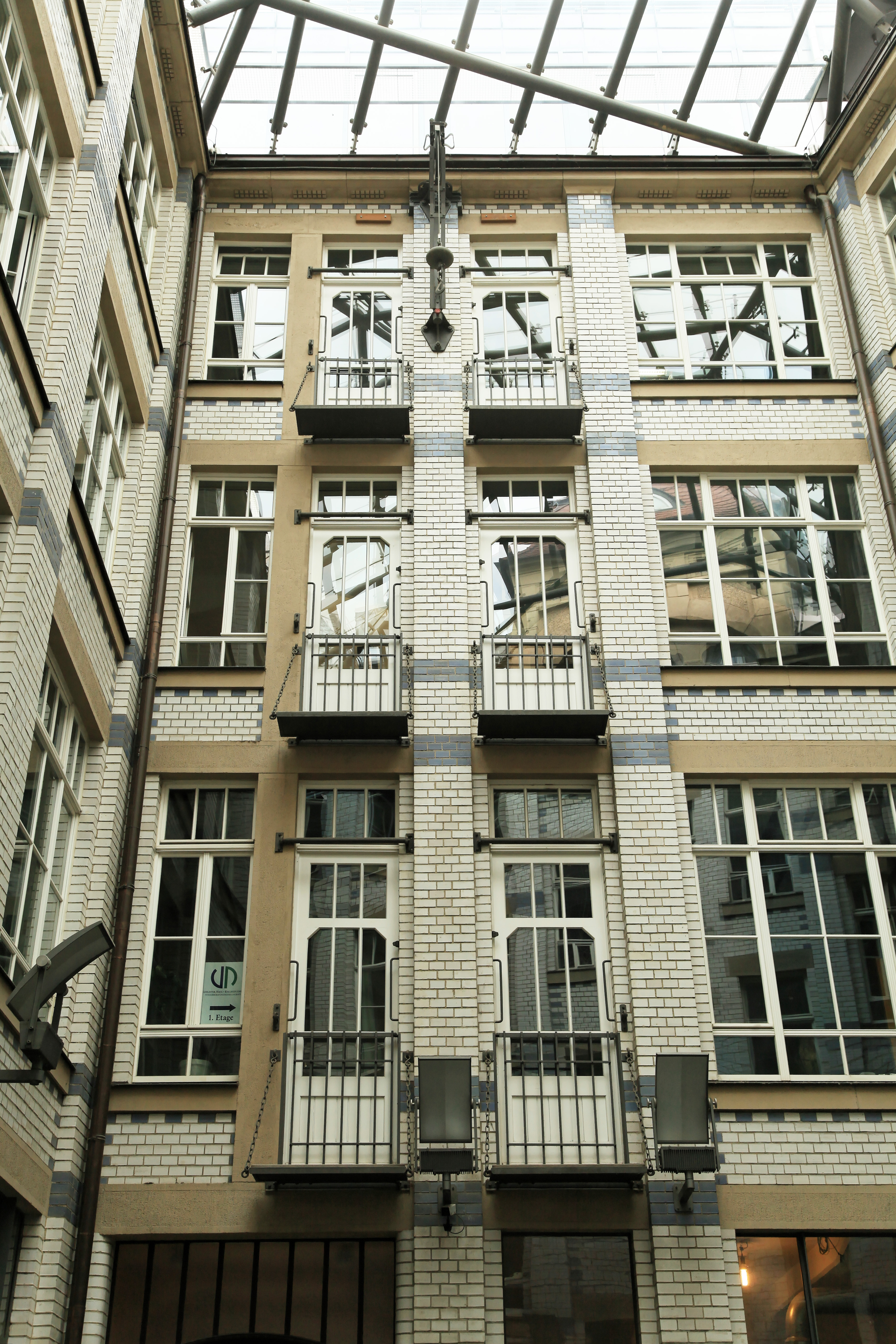
Erster Innenhof
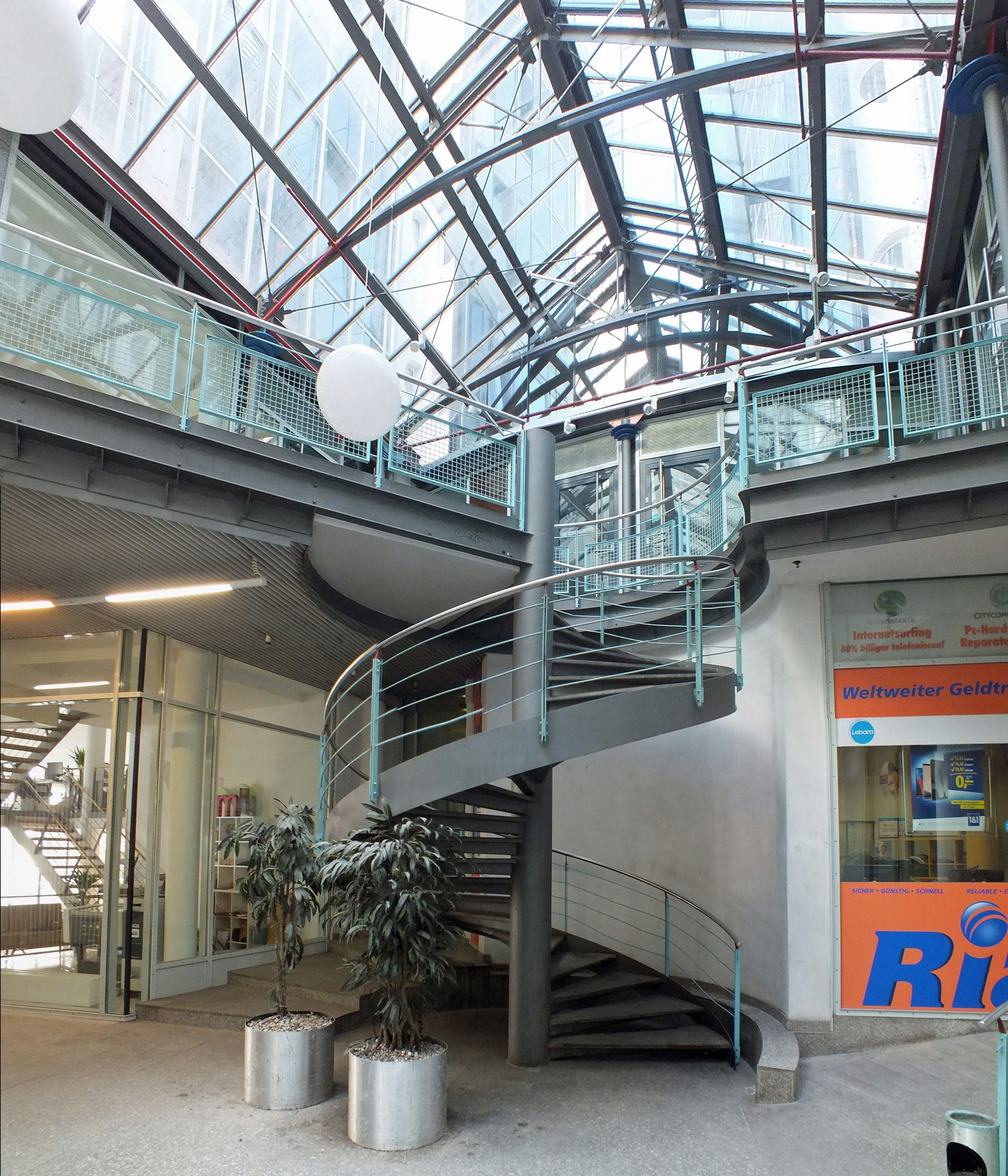
Lichthof in der Dussmann-Passage
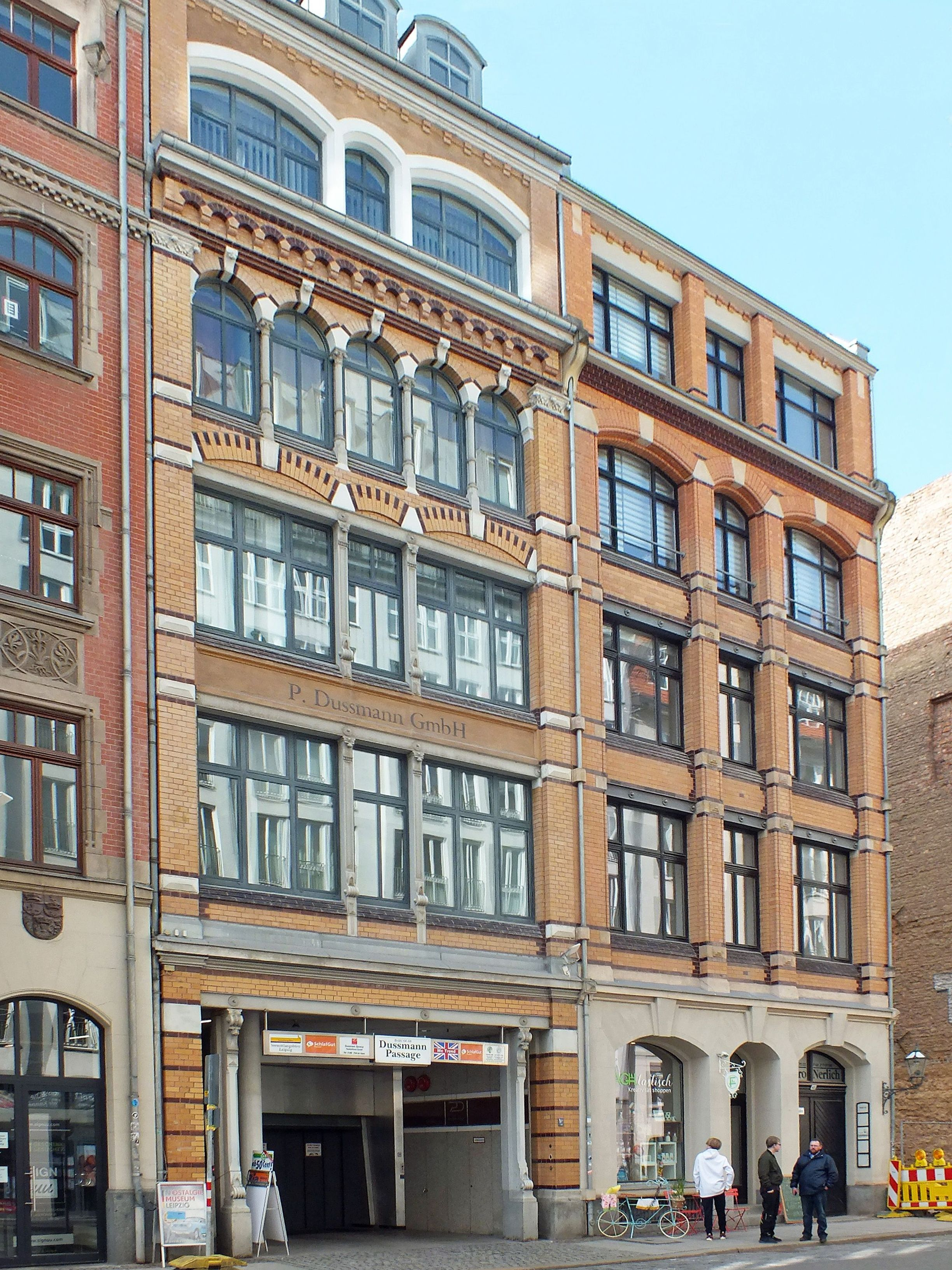
Zugang im Brühl zur Dussmann-Passage